# Fernando Rufino
Fernando Rufino de Paulo (n. 22 mai 1985, Eldorado⁠(d), Mato Grosso do Sul, Brazilia) este un paracanoist brazilian. A reprezentat Brazilia la Jocurile Paralimpice de vară din 2020.

## Carieră
Rufino a reprezentat Brazilia la Jocurile Paralimpice de vară din 2020 la proba masculină VL2 și a câștigat medalia de aur.